# Камо Такесі
Такесі Камо (яп. 加茂 健, нар. 8 лютого 1915, Префектура Сідзуока — пом. 26 березня 2004, Токіо) — японський футболіст, що грав на позиції нападника. Старший брат іншого футболіста збірної Японії Сього Камо.

## Клубна кар'єра
Грав за університетську команду Університету Васеда.

## Виступи за збірну
У 1936 році провів дві гри у складі національної збірної Японії. Був учасником футбольного турніру на Олімпійських іграх 1936 року.